# Ракетный удар по Кривому Рогу 13 июня 2023 года
13 июня 2023 года около 3:00 по местному времени российскими войсками в ходе вторжения на Украину по Кривому Рогу был нанесен ракетный удар. В результате были убиты 11 человек и ранено 36, позже двое раненых скончались в больнице. 14 июня в Кривом Роге было объявлено днем траура.

## Ход событий
Глава Днепропетровской области Сергей Лысак заявил, что удар был нанесен крылатыми ракетами, три из которых были уничтожены силами ПВО. Согласно сообщению Воздушных сил Украины, по Кривому Рогу выпустили шесть ракет Х-101/555. Глава администрации города Александр Вилкул сообщил, что ракеты поразили пятиэтажный дом, склад, автопредприятие, подразделение спасателей и ещё один неназванный объект. Министерство энергетики Украины также сообщило о попадании по Криворожской ТЭЦ, из-за чего были обесточены три шахты, из которых пришлось эвакуировать несколько десятков шахтеров.
В жилом доме, пострадавшем от удара, произошел пожар на площади 700 квадратных метров в квартирах с первого по пятый этажи, 4 человека погибли и 25 пострадали. Два этажа были уничтожены пожаром, разрушены перекрытия между первым и вторым этажом.
Ещё 7 человек погибли на складе бутилированной воды. Общее число погибших достигло 11 человек, ещё 36 получили ранения. Позже двое раненых скончались в больнице от полученных ожогов.
По сообщению Александра Вилкула, всего повреждения получили более 70 жилых домов, три школы, Криворожский педагогический университет, ПТУ №45 и общежитие. Повреждены около 400 квартир, взрывами выбило более 1300 окон в квартирах и подъездах. На 10 домах пострадали крыши. Также были повреждены несколько единиц транспорта.
Представитель Минобороны России Игорь Конашенков в ходе ежедневного брифинга заявил, что российские военные «нанесли групповые удары высокоточным оружием большой дальности воздушного базирования по местам сосредоточения оперативных резервов ВСУ, также складу боеприпасов и вооружения иностранного производства», отказавшись подтвердить попадание по гражданским объектам и взять ответственность за гибель мирных жителей.

### Последствия
В феврале 2024 года начался демонтаж двух поврежденных подъездов дома, в которых было 40 квартир.